# Liste biblischer Personen/W
Diese Liste biblischer Personen führt Eigennamen von Personen auf, die in der Bibel vorkommen. Sie ist nach dem Alphabet auf mehrere Seiten aufgeteilt. Angegeben sind jene Bibelstellen, in denen die Person zuerst genannt wird. Namen von Orten, Bergen, Flüssen, Seen, Meeren, Inseln, Heiligtümern, Ländern, Völkern finden sich in der Liste geographischer und ethnographischer Bezeichnungen in der Bibel. 

## W
| Name (dt.) | Name (Urtext)  | Bedeutung des Namens                | Bibelstelle | Person                                          |
| ---------- | -------------- | ----------------------------------- | ----------- | ----------------------------------------------- |
| Wajesata   | וַיְזָתָא wajzātaʾ | unsicher                            | Est 9,9     | einer der zehn Söhne Hamans                     |
| Wanja      | וַנְיָה wanjâ'    | unsicher, vllt. „Siegreich durch X“ | Esr 10,36   | Priester, Nachkomme Bigwais, in Mischehe lebend |
| Waschti    | וַשְׁתִּי waštî     | unsicher, vllt. „schöne Frau“       | Est 1,9     | Frau des persischen Königs Artaxerxes           |
| Wofsi      | וָפְסִי wåp̄sî     | unbekannt                           | Num 13,14   | Vater Nachbis, aus dem Stamm Naftali            |